# Il diario del vampiro - La vendetta
Il diario del vampiro - La vendetta è il 16° libro della saga di Il diario del vampiro di Lisa J. Smith, pubblicato il 7 novembre 2013 negli Stati Uniti e il 19 giugno 2014 in italiano. Il romanzo non è scritto dalla Smith, ma dalla scrittrice Aubrey Clark.

## Trama
Sconvolta dalla recente morte di Stefan, Elena cerca l'aiuto di Bonnie in vani tentativi di contattare la sua anima, mentre Damon si mette sulle tracce di Jack per avere vendetta. Durante le ricerche, scopre che Meredith è stata trasformata in un vampiro artificiale, ma ha deciso di nasconderlo ai suoi amici, e si accorda con lei affinché si avvicini a Jack e lo spii. Damon ed Elena riescono a catturare un vampiro artificiale, sottoponendolo a vari esperimenti nel tentativo di scoprire come ucciderlo, intanto Alaric indaga sul passato di Jack: il vero nome dell'uomo è Henrik Goetsch e la sua fidanzata fu uccisa da un vampiro. Grazie alle sue conoscenze mediche, Jasmine scopre che, per creare i vampiri artificiali, è stato usato anche del sangue di vero vampiro, e Bonnie, con i propri poteri, riesce a rintracciarlo: si tratta dell'Antica Siobhan, che le Guardiane ordinano ad Elena di uccidere. Durante la sua permanenza con Jack e i suoi vampiri, Meredith scopre che il loro punto debole è la cicatrice dietro il collo, risultato delle iniezioni ricevute, e lo comunica ai suoi amici, ma si tratta di una trappola: Jack capisce così che non gli è leale, e la nuova natura di Meredith viene esposta davanti ad Elena e agli altri. Dopo un primo momento di shock, la ragazza viene rassicurata che non la tratteranno in modo diverso, e Bonnie, Alaric e Jasmine cominciano a studiare una possibile cura per la sua condizione. Nel mentre, Zander è sempre più distante e Bonnie teme che la voglia lasciare: in realtà, il giovane le chiede di sposarlo e di trasferirsi in Colorado con lui e il Branco, ma la strega rifiuta, poiché i suoi amici hanno bisogno di lei. Jack rapisce Matt per scambiarlo con Damon, che intanto sta cercando Siobhan insieme ad Elena. Una volta trovata, la vampira racconta che Jack la teneva intrappolata per trovare un modo di salvare la sua fidanzata dalla malattia, ma lei riuscì a scappare portandogli via una dose del veleno che può uccidere le sue creature artificiali. Elena e Damon si alleano così con lei e vanno a salvare Matt, ma il veleno dato loro da Siobhan si rivela falso e Jack riesce a fuggire. Prima che possa scoprire se esista davvero un veleno, Elena viene dominata dai suoi istinti di Guardiana e uccide Siobhan, così lei e Damon sono costretti ad andare in Svizzera, ai laboratori della Lifetime Solutions, per indagare. Dopo essere riusciti a recuperare il vero veleno, Damon lo inietta a Jack, uccidendolo. Tornata la pace, il matrimonio di Bonnie e Zander viene celebrato; Elena scende a patti con la morte di Stefan dopo aver incontrato il suo fantasma a Fell's Church e decide di iniziare una nuova vita con Damon. Mentre sono a Parigi, però, i due vengono raggiunti da una Guardiana: questa li informa che, secondo il metro di giudizio della Corte Celestiale, Jack era umano, pertanto Damon, quando lo ha ucciso, ha violato il giuramento, e ora Elena inizierà lentamente a morire.

## Edizioni
- Lisa Jane Smith, Il diario del vampiro. La vendetta, Nuova Narrativa Newton, 2014,  pp. 288 pagine, ISBN 978-88-541-6729-2.
- Lisa Jane Smith, Il diario del vampiro. La vendetta, Newton Compton collana King, 23 agosto 2018, p. 281, ISBN 978-8822717955.